# 音叉 (小説)
音叉（おんさ）とは、高見沢俊彦（筆名は戸籍上の表記でもある髙見澤俊彦）による日本の小説。文藝春秋『オール讀物』2017年9月号から2018年4月号において、全4話が連載された。2018年7月13日に単行本の通常版が、同年7月25日に愛蔵版が発売された。
発売1カ月で3万2000部を売り上げた。

## 製作過程
高見沢が「オール讀物」にエッセイを寄稿したことが切っ掛けでこの作品の執筆のオファーを受けた。